# NGC 82
NGC 82 este o stea situată în constelația Andromeda. A fost descoperită în 23 octombrie 1884 de către Guillaume Bigourdan.